# BMW 327

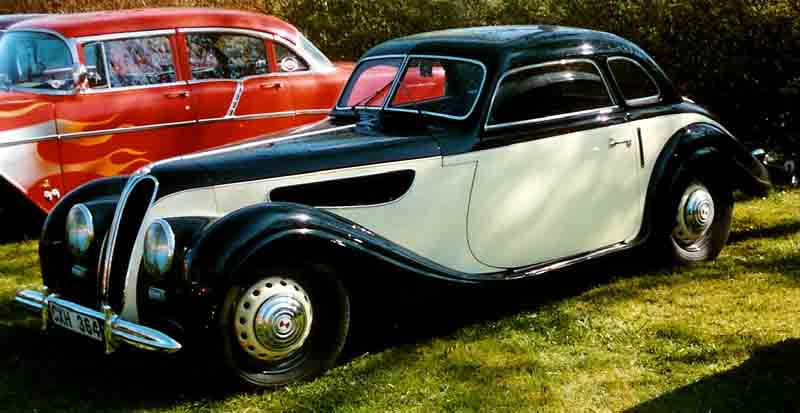
EMW 327 Coupe

BMW 327 är en personbil, tillverkad av den tyska biltillverkaren BMW mellan 1937 och 1941.

## BMW 327
BMW 327 var en elegantare tvådörrarsversion av 326-modellen. Den såldes med öppen eller täckt kaross. Bilen fanns även med den starkare motorn från sportversionen BMW 328.

## Efterkrigstiden
Efter andra världskrigets slut hade BMW:s bilfabrik i Eisenach hamnat i den sovjetiska ockupationszonen. Där återupptogs tillverkningen av 327:an, utom västtyska BMW:s kontroll. Sedan BMW i München fått rätten till firmanamnet efter en rättsprocess, fortsatte tillverkningen i DDR under namnet EMW fram till mitten av 1950-talet.
BMW:s 326/327/328-modeller låg även till grund för brittiska Bristol Cars första bilar.

## Motor
| Modell | Motor              | Cylindervolym | Effekt | Bränslesystem    |
| ------ | ------------------ | ------------- | ------ | ---------------- |
| 327    | 6-cyl radmotor ohv | 1971 cm³      | 55 hk  | Dubbla förgasare |
| 327/28 | 6-cyl radmotor ohv | 1971 cm³      | 80 hk  | Tre förgasare    |